# Oyalama Artık
Albums de Candan Erçetin
Çapkın Elbette
Oyalama Artik est un album de la chanteuse turque Candan Erçetin. Pour cet album, elle a repris des chansons de son album Çapkın pour en faire des nouvelles, et a ajouté une nouvelle, Oyalama Artık (Ne me fais plus perdre mon temps).

## Liste des titres
1. Oyalama Artık (Radio Mix)
2. Kaybettik Biz (Remix)
3. Her Aşk Bitermiş (Remix)
4. Aşkı Ne Sandın (Remix)
5. Onlar Yanlış Biliyor (Remix)
6. Oyalama Artık (Flamenco Mix)
7. Oyalama Artık (Extended Mix)

## Vidéo Clip
- Oyalama Artık